# Лакоми (Луизијана)
Лакоми (енгл. Lacombe) насељено је место без административног статуса у америчкој савезној држави Луизијана.

## Демографија
По попису из 2010. године број становника је 8.679, што је 1.161 (15,4%) становника више него 2000. године.
| Група             | 2000.         | 2010.         |
| Белци             | 5.080 (67,6%) | 5.827 (67,1%) |
| Афроамериканци    | 1.903 (25,3%) | 2.077 (23,9%) |
| Азијати           | 25 (0,3%)     | 49 (0,6%)     |
| Хиспаноамериканци | 194 (2,6%)    | 363 (4,2%)    |
| Укупно            | 7.518         | 8.679         |